# Mongiana
Mongiana est une commune italienne de la province de Vibo Valentia dans la région Calabre en Italie.

## Administration
| Période                                  | Période | Identité               | Étiquette | Qualité |
| ---------------------------------------- | ------- | ---------------------- | --------- | ------- |
|                                          |         | Rosamaria, Elena Rullo |           |         |
| Les données manquantes sont à compléter. |         |                        |           |         |

### Hameaux
Santa Maria

### Communes limitrophes
Arena, Fabrizia, Nardodipace, Serra San Bruno, Stilo.